# Sông Malinovka
Malinovka (tiếng Nga: Малиновка) là một sông tại vùng Primorsky, Nga, và là một chi lưu của sông Bolshaya Ussurka.
Diện tích lưu vực của sông Malinovka xấp xỉ 6.490 km². Sông có chiều dài 274 km. Độ sâu trung bình của sông là 0,8-2,0 m.
There are three hydrologic posts trên sông gần các làng Ariadnoye, Rakitnoye và Vedenka. Chi lưu dài nhất của sông Malinovka là sông Orekhovka (80 km).